# Parafia św. Apostołów Szymona i Judy Tadeusza w Wąbrzeźnie
Parafia Świętych Apostołów Szymona i Judy Tadeusza w Wąbrzeźnie – parafia rzymskokatolicka w diecezji toruńskiej, w dekanacie Wąbrzeźno, z siedzibą w Wąbrzeźnie. 
Erygowana w 1251. Od XVI wieku kościół parafialny (wąbrzeska fara) stanowi Sanktuarium Matki Bożej Brzemiennej. Mieści się przy ulicy Górnej.

## Zasięg parafii
- Do parafii należą wierni z miejscowości: Cymbark, Czystochleb, Jarantowice, Katarzynki, Łabędź, Michałki, Nielub, Młynik, Plebanka, Rozgart, Sicinek, Trzcianek, Wronie.
- Ulice w Wąbrzeźnie: Chełmińska, Dolna, Gen. Sikorskiego, Gen. Hallera, Grudziądzka, Górna, Jeziorna, Kasztanowa, Kościelna, Kościuszki, Legionistów, Osiedle Kwiatowe, Mestwina, Mickiewicza, Mikołaja z Ryńska, Osiedle Ptasie, Osiedle Tysiąclecia, Ogrodowa, Piękna, Plac Jana Pawła II, Podgórna, Pod Młynik, Podzamcze, Przejazdowa, Pułaskiego, Słowackiego, Spokojna, Sportowa, 26-Stycznia, Targowa, Toruńska, Wiśniowa, Wodna, Wolności, Wspólna, Żeglarska, Żołnierza Polskiego, Żwirki i Wigury.